# Mein Leben mit Amanda
Mein Leben mit Amanda (Originaltitel Amanda) ist ein französischer Dramafilm von Mikhaël Hers, der bei den Internationalen Filmfestspielen von Venedig 2018 Premiere hatte. Im Mittelpunkt des Films steht ein lediger 24-jähriger, der nach dem plötzlichen Tod seiner Schwester die Verantwortung für seine siebenjährige Nichte übernehmen muss. Der Film wurde ab 12. September 2019 in den deutschen Kinos gezeigt und in Deutschland am 14. April 2021 bei arte erstmals ausgestrahlt.

## Handlung
Die alleinerziehende Sandrine lebt mit ihrer siebenjährigen Tochter in Paris. Auch wenn es nicht immer einfach ist, sind die beiden ziemlich glücklich mit ihrem Leben. Unterstützung bekommt Sandrine von ihrem jüngeren Bruder David, der Amanda manchmal von der Schule abholt. Doch von einem Tag auf den anderen ändert sich Davids Leben: Sandrine kommt bei einem Anschlag ums Leben. Nun steht David in der Pflicht, er ist für das kleine Mädchen der nächste Verwandte und die wichtigste Bezugsperson. Mit der alleinigen Erziehung ist er anfangs überfordert, möchte er doch auch für seine traumatisierte Freundin Léna da sein. Außerdem möchte er nicht, dass Amanda in ein Kinderheim ziehen muss.

## Hintergrund
Die Redewendung Elvis has left the building wird am Anfang des Films von Sandrine (als sie ihrer Tochter das Merkmal einer Redewendung erklärt) und am Schluss des Films von Amanda (im Sinne von „es ist vorbei“) zitiert.

## Rezeption
Laut Rotten Tomatoes erhielt der Spielfilm gute Kritiken.

„Vorsichtig wirft dieser Film, der die große Frage nach Hinterlassenschaft und Erbe allein schon anhand einer Zahnbürste zu verhandeln weiß, Anker in die Zukunft. David muss entscheiden, ob er der Vormund seiner Nichte werden will. Lacoste, der nach wie vor die schlaksige Aura eines Teenagers besitzt, in dessen Augen nun aber eine suchende Reife aufblitzt, wächst wunderbar hinein in diese unverhoffte Vaterschaft. In jedem Moment ist das lebhafte, wehmütige Einverständnis zu spüren, das sich zwischen ihm und der kleinen Isaure Multrier entwickelt: David und Amanda werden voneinander lernen.“

Das Lexikon des internationalen Films schreibt: „Mit gelassener Detailgenauigkeit entwickelt das Drama sich überlagernde Trauer- und Neufindungsprozesse und gewinnt durch ruhige Beobachtungen und das konzentrierte Spiel der Darsteller eine hohe Authentizität. Der gefühlvolle Film versagt sich jede Überdramatisierung und entfaltet behutsam seine anrührende Wirkung.“

## Auszeichnungen
Für seine Darstellung in Mein Leben mit Amanda wurde Vincent Lacoste 2019 für den César als Bester Hauptdarsteller nominiert. Des Weiteren wurde der Film auf dem Festival international du film de Tokyo 2018 sowohl mit dem Hauptpreis als auch mit dem Preis für das beste Drehbuch auszeichnet. Ferner erhielt er zwei Nominierungen für den Prix Lumières (bester Film, bester Schauspieler).

## Trivia
Die Namen der beiden Tennisspieler, die im Filmfinale in Wimbledon gegeneinander antreten, "McLennan (AUS)" und "Forster (USA)", sind die Namen der beiden Gründer der australischen Pop-Band The Go-Betweens, Robert Forster und Grant McLennan. Bei der Szene im Plattenladen ist deren Song Cattle and Cane (1983) zu hören.